# Snihurivka, Tokmak
Snihurivka (în ucraineană Снігурівка, în germană Schönsee) este un sat în comuna Ostrîkivka din raionul Tokmak, regiunea Zaporijjea, Ucraina. Satul a fost locuit de germanii pontici.   

## Demografie
Componența lingvistică a localității Snihurivka
     Ucraineană (92,59%)
     Rusă (7,41%)
Conform recensământului din 2001, majoritatea populației localității Snihurivka era vorbitoare de ucraineană (92,59%), existând în minoritate și vorbitori de rusă (7,41%).